# Laguna Negra
Laguna Negra är en sjö i Chile.   Den ligger i regionen Región Metropolitana de Santiago, i den södra delen av landet, 50 km öster om huvudstaden Santiago de Chile. Laguna Negra ligger 2 700 meter över havet. Arean är 5,1 kvadratkilometer. Den sträcker sig 5,2 kilometer i nord-sydlig riktning, och 1,9 kilometer i öst-västlig riktning.
Trakten runt Laguna Negra är ofruktbar med lite eller ingen växtlighet. Runt Laguna Negra är det mycket glesbefolkat, med 2 invånare per kvadratkilometer.